# Izydor Koszykowski

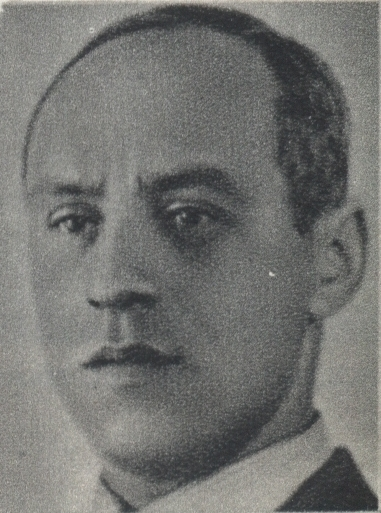
Izydor Koszykowski

Izydor Koszykowski, ps. Czarny (ur. w kwietniu 1901 w Warszawie, zm. 15 października 1942 na Wydmach Łuże) – działacz komunistyczny i związkowy.

## Życiorys
Prawdziwe nazwisko i pochodzenie są nieznane; był porzuconym dzieckiem, znalezionym na ulicy Koszykowej, od której nadano mu nazwisko „Koszykowski”. W młodości terminował w warsztatach, w 1922 został czeladnikiem. W listopadzie 1918 wstąpił ochotniczo do WP, później walczył w wojnie polsko-sowieckiej. W latach 20. pracował w różnych fabrykach, kilkakrotnie zwalniany z pracy. W drugiej połowie lat 20. napisał autobiografię pt. „Dziedzic ulicy”, wydrukowanej w 1932 w kilku numerach tygodnika „Jutro Rzeczypospolitej” (wyd. książkowe 1949 pod zmienionym tytułem „Dziecko ulicy”). W 1927 został konduktorem w warszawskim MZK; w tym samym czasie wstąpił do KPP. Kolportował wydawnictwa partyjne i zorganizował w swoim mieszkaniu marksistowską biblioteczkę. W 1929 był współzałożycielem kierowanego przez KPP Związku Zawodowego Tramwajarzy m. st. Warszawy. W 1931 uczestniczył w strajku warszawskich tramwajarzy. Podczas okupacji związał się z organizacją Rewolucyjne Rady Robotniczo-Chłopskie „Młot i Sierp”. W 1942 współorganizował komórkę PPR. Zajmował się kolportażem ulotek i gromadzeniem broni. W jego mieszkaniu odbywały się zebrania konspiracyjnych grup PPR. 21 czerwca 1942 w wyniku zdrady został aresztowany przez gestapo i osadzony na Pawiaku, skąd po torturach wraz z grupą innych więźniów wywieziono go na Wydmy Łuże i tam rozstrzelano (15 października 1942). W dniu 11 października 1946 uchwałą KRN został pośmiertnie odznaczony Orderem Krzyża Grunwaldu III klasy.

## Upamiętnienie
W 1947 nazwano jego imieniem zajezdnię tramwajową przy ul. Kawęczyńskiej.